# محمد دفتردار

محمد دفتردار (1322-1392هـ)

محمد بن محمد سعيد بن يحي بن محمد سعيد بن عمر بن علي بن عبد الرحمن دفتردار مؤلف وأديب مدني.

## اسرة الدفتردار
قال الأنصاري عنهم في التحفة: بيت الدفتردار أصلهم العلامة الفاضل علي أفندي بن عبد الرحمان الرومي المجاور الصالح الفالح، قدم المدينة المنورة في حدود سنة 1140 توفي سنة 1184. وأعقب من الأولاد : محمدا وأبا بكر وعمر، والدفترداري : نسبة فارسية بتركيب تركي يشبه رئيس الديوان وهو من أعلى مناصب الدولة. وذكر محمد دفتردار في ترجمة جده يحي أن جد الاسرة (حسن باشا الدفتردار قانة باق) من أصل بلقاني هاجر إلى حماة ومنها إلى المدينة المنورة في عام 1100هـ.

## نشأته
ولد في المدينة المنورة في 10 ذو القعدة سنة 1322هـ وعندما بلغ الثامنة التحق بكتاب السنبلية الشهير وحفظ القرآن الكريم وبه أتمه وجوّده بالجزرية سنة 1332هـ، وصلى به التراويح بالمسجد النبوي سنة 1333هـ.
عندما نشبت الحرب العالمية الأولى وحوصر فخري باشا في المدينة وأجلى أهلها إلى الشام والأناضول كانت أسرة المترجم له ضمن من هاجر إلى دمشق، فالتحق بمدرسة الصنائع ثم أنتقلت أسرته إلى لبنان واستقرت في بيروت، فدرس هناك بعض العلوم العربية والدينية، ثم أن أخاه هاشم قرر الرحيل إلى مصر والالتحاق بجامعة الأزهر، وبالفعل التحق وتخرج وعاد إلى لبنان وعمل مدرساً بمدارسها وواعظاً في جوامع بيروت، فقرر السفر إلى القاهرة والتحق بجامعة الأزهر سنة 1348هـ ,ومكث هنالك قرابة العشر سنوات ودرس على الطريقة النظامية ابتدائي وثانوي وقسم عالي في كلية اللغة العربية وتخرج حاصلاً على الشهادة العالمية سنة 1359هـ وحصل على أجازة التدريس العام.

## معتمد المعارف
عاد الدفتردار إلى المدينة بعد غياب دام أكثر من ربع قرن، فعمل مدرسا في كثير من المدارس وكان له دور كبير في إثراء الحركة التعليمية بالمدينة المنورة، فقد أسس في المدينة المنورة وضواحيها وملحقاتها ما يقرب من 30 مدرسة، ثم صدر أمر بتعيينه معتمداً للمعارف نظراً لجهوده المبذولة، كما أسند إليه إدارة المدرسة الثانوية التي كان تأسيسها على يديه، ثم أسس المعهد السعودي بالمدينة والقسم الداخلي وكل هذه المدارس والمعاهد والأقسام كانت تحت إدارته وتوجيهه فأصبح أحد رواد الحركة التعليمية الحديثة بالمدينة.

## مؤلفاته
من مؤلفاته:
- تاريخ الأدب العربي
- قصة الأفندي
- ذخائر
- المدينة المنورة في أسمائها وفضائلها وأدعية زيارة آثارها الشريفة - مخطوط
- قصة المجيدي الضائع
- الحاجة فلحه
- محاضرات دينية
- مذكرات من تاريخ العرب قبل الإسلام
- نصوص مختارة

## وفاته
توفي في يوم 29/ربيع الأول 1392هـ ودفن في بقيع الغرقد.